# Mistrzostwa NCAA Division II w Zapasach w 2019
Mistrzostwa NCAA Division II w zapasach w 2019 roku rozegrane zostały w Cleveland w dniach 8–9 marca. Zawody odbyły się na terenie Wolstein Center. Gospodarzem zawodów był Ashland University.
Punkty zdobyło 56 drużyn.
- Outstanding Wrestler – Shane Ruhnke

## Wyniki

### Drużynowo
| Kolejność | Szkoła                                | Zespół        |
| --------- | ------------------------------------- | ------------- |
| 1.        | St. Cloud State University            | Huskies       |
| 2.        | Wheeling University                   | Cardinals     |
| 3.        | McKendree University                  | Bearcats      |
| 4.        | Notre Dame College                    | Falcons       |
| 5.        | University of Nebraska at Kearney     | Lopers        |
| 6.        | University of Pittsburgh at Johnstown | Mountain Cats |
| 7.        | Lindenwood University                 | Lions         |
| 8.        | Tiffin University                     | Dragons       |

### All American

#### 125 lb
| Lp. | Zawodnik        | Szkoła                  |
| --- | --------------- | ----------------------- |
| 1.  | Carlos Jacquez  | Lindenwood              |
| 2.  | Josh Portillo   | Kearney                 |
| 3.  | Cole Laya       | Wheeling                |
| 4.  | Brett Velasquez | St. Cloud State         |
| 5.  | Marcus Povlick  | McKendree               |
| 6.  | Tyler Kreith    | Maryville               |
| 7.  | Cole Jones      | MSU–Moorhead            |
| 8.  | Brendan Howard  | Pittsburgh at Johnstown |

#### 133 lb
| Lp. | Zawodnik       | Szkoła              |
| --- | -------------- | ------------------- |
| 1.  | Tyler Warner   | Wheeling            |
| 2.  | Wesley Dawkins | Kearney             |
| 3.  | Hunter Bray    | Notre Dame          |
| 4.  | Jordan Gurrola | San Francisco State |
| 5.  | Tate Barnhardt | Mary                |
| 6.  | Garrett Vos    | St. Cloud State     |
| 7.  | Justin Folley  | Upper Iowa          |
| 8.  | Alexis Soriano | Mercyhurst          |

#### 141 lb
| Lp. | Zawodnik         | Szkoła                  |
| --- | ---------------- | ----------------------- |
| 1.  | Jose Rodriguez   | Notre Dame              |
| 2.  | Isaiah Royal     | Newberry                |
| 3.  | Eduardo Penha    | Colorado Mesa           |
| 4.  | Brandon Ball     | Fort Hays State         |
| 5.  | Joey Alessandro  | Pittsburgh at Johnstown |
| 6.  | Danny Swan       | Lindenwood              |
| 7.  | Joseph Calderone | LIU Post                |
| 8.  | Jared Donahue    | Wheeling                |

#### 149 lb
| Lp. | Zawodnik      | Szkoła                  |
| --- | ------------- | ----------------------- |
| 1.  | Chris Eddins  | Pittsburgh at Johnstown |
| 2.  | Trey Grine    | Tiffin                  |
| 3.  | Gavin Londoff | Lindenwood              |
| 4.  | James Pleski  | St. Cloud State         |
| 5.  | Isaiah Kemper | McKendree               |
| 6.  | Kameron Frame | Newman–Wichita          |
| 7.  | Kyle Rathman  | MSU–Mankato             |
| 8.  | Josh Wimer    | Findlay                 |

#### 157 lb
| Lp. | Zawodnik       | Szkoła          |
| --- | -------------- | --------------- |
| 1.  | Matt Malcom    | Kearney         |
| 2.  | Colin Ayers    | Augustana       |
| 3.  | Jake Barzowski | St. Cloud State |
| 4.  | Nate Smalling  | McKendree       |
| 5.  | Tyler Mies     | Newman–Wichita  |
| 6.  | James Wimer    | Findlay         |
| 7.  | Austin Palmer  | Newberry        |
| 8.  | Kevin Almond   | Emmanuel        |

#### 165 lb
| Lp. | Zawodnik                   | Szkoła                  |
| --- | -------------------------- | ----------------------- |
| 1.  | Shane Ruhnke               | Millersville            |
| 2.  | Rodney Shepard             | UNC Pembroke            |
| 3.  | Devin Austin               | Pittsburgh at Johnstown |
| 4.  | Tyler Harrington           | Maryville               |
| 5.  | Koery Windham              | Adams State             |
| 6.  | Devin Fitzpatrick          | St. Cloud State         |
| 7.  | Matthew Rodriquez-Kirkland | Limestone               |
| 8.  | Anthony Dailey             | Notre Dame              |

#### 174 lb
| Lp. | Zawodnik            | Szkoła           |
| --- | ------------------- | ---------------- |
| 1.  | Connor Craig        | Wheeling         |
| 2.  | Nick Foster         | McKendree        |
| 3.  | Michael Raccioppi   | East Stroudsburg |
| 4.  | Kolton Eischens     | St. Cloud State  |
| 5.  | TC Warner           | Kutztown         |
| 6.  | Brandon Supernaw    | Western Colorado |
| 7.  | Phillip Springsteen | Mary             |
| 8.  | Damon Greenwald     | Seton Hill       |

#### 184 lb
| Lp. | Zawodnik            | Szkoła                  |
| --- | ------------------- | ----------------------- |
| 1.  | Michael Pixley      | McKendree               |
| 2.  | Tony Vezzetti       | Notre Dame              |
| 3.  | Heath Gray          | Central Oklahoma        |
| 4.  | Brock Biddle        | Pittsburgh at Johnstown |
| 5.  | Aidan Pasiuk        | Wheeling                |
| 6.  | Jeff Reimel         | Kutztown                |
| 7.  | Justin Pichedwatana | San Francisco State     |
| 8.  | Anthony Collins     | Limestone               |

#### 197 lb
| Lp. | Zawodnik          | Szkoła          |
| --- | ----------------- | --------------- |
| 1.  | Nicholas Mason    | Tiffin          |
| 2.  | Vince Dietz       | St. Cloud State |
| 3.  | Nick Baumler      | Upper Iowa      |
| 4.  | Clayton Wahlstrom | Augustana       |
| 5.  | Colton Dull       | Millersville    |
| 6.  | Ethan Sherertz    | Maryville       |
| 7.  | Ryan Vasbinder    | McKendree       |
| 8.  | Khalil Gipson     | Adams State     |

#### 285 lb
| Lp. | Zawodnik         | Szkoła           |
| --- | ---------------- | ---------------- |
| 1.  | Andrew Dunn      | Kutztown         |
| 2.  | Jarrod Hinrichs  | Kearney          |
| 3.  | Kameron Teacher  | Notre Dame       |
| 4.  | Terrance Fanning | Wheeling         |
| 5.  | Ciaran Ball      | Simon Fraser     |
| 6.  | Tristen Weirich  | Ashland          |
| 7.  | Patton Gossett   | Newberry         |
| 8.  | Greg Wilson      | Central Oklahoma |